# 三氯化钌
三氯化钌，分子式為RuCl3。一般所指的“三氯化钌”多指三氯化钌的水合物RuCl3·xH2O。无水三氯化钌和它的水合物均为棕黑色固体。三氯化钌的水合物通常是三水合物。这是一种钌化学常用的起始原料，可合成多个重要的、可作为均相催化剂或催化剂前体的钌配合物。

## 制备方法及性质
无水三氯化钌较少在反应中使用，通常可在氯气和一氧化碳组成的混合气（氯气和一氧化碳的比例为4;1）气氛中加热金属钌的粉末至700 °C来制得。产物以气流的形式逸出反应装置后冷却结晶。三氯化钌晶体有两种晶形，黑色的α-RuCl3具有与三氯化铬相同的晶体结构，两个相邻的钌原子间的距离较长，达到346 pm。棕黑色的亚稳态β-RuCl3的以六角形的八面体结构为基本单元进行结晶，六角形结构的基本单元之间通过两两共面形成无限延长的链状结构，相邻的两个钌原子间的距离为283 pm。450–600 °C亚稳态的β-RuCl3不可逆地转变为α-RuCl3。
气态的三氯化钌在高温下分解生成单质。

## 反应
水合三氯化钌和次氯酸钠水溶液反应，可以得到四氧化钌：
2RuCl3·xH2O + 8 NaClO → 2 RuO4 + 8 HCl + 3 Cl2 + 3 H2O
三氯化钌在硫氰酸盐的浓溶液中可以形成红色的配合物，它加热变为紫色。

### 三氯化钌和有机配体的反应
- RuCl2(PPh3)3，一种可溶于苯的棕色固体，可用于催化苯乙烯的氢化。由三氯化钌的水合物和三苯基膦反应得到[4]

2RuCl3·xH2O  +  7 PPh3  →  2 RuCl2(PPh3)3  +  OPPh3  +  5 H2O  + 2 HCl
- [RuCl2(C6H6)]，一种棕色的在苯中溶解度较差的配合物，可由三氯化钌的水合物与1,3-环己二烯脱氢反应制备[5]

2 RuCl3·xH2O  +  2 C6H8  →  [RuCl2(C6H6)]2  +  6 H2O  +  2 HCl  +  H2
配体苯可与其他芳烃比如六甲基苯发生配体交换
- Ru(bipy)3Cl2可由2,2'-联吡啶与三氯化钌的醇溶液反应得到

RuCl3·xH2O  +  3 bipy  + 0.5 CH3CH2OH   →  [Ru(bipy)3]Cl2  +  3 H2O  +  0.5 CH3CHO  +  HCl
- [(Cymene)RuCl2]2(或称对伞花烃二氯化钌二聚体)可由水合三氯化钌与对异丙基甲苯在乙醇溶液中反应制得[7]

2 RuCl3·xH2O + 2 C10H16 +  CH3CH2OH → [(Cymene)RuCl2]2 + 6 H2O + CH3CHO  +  2 HCl
- RuCl(PPh3)2(η5-C5H5)可由水合三氯化钌和三苯基膦、环戊二烯在乙醇溶液中加热反应得到[8]

RuCl3·xH2O + 2 PPh3 + C5H6 + 0.5 C2H5OH → RuCl(PPh3)2(η5-C5H5) + 3 H2O + 0.5 CH3CHO  + HCl
- Ru(C5H7O2)3，红色、溶于苯的配合物，可有水合三氯化钌和乙酰丙酮在盐酸和甲苯的混合溶液加热回流反应得到[9][10][11]

RuCl3·xH2O  +  3 C5H8O2  →  Ru(C5H7O2)3  +  3 H2O  +  3 HCl

### 三氯化钌和一氧化碳反应
与同族的铁的氯化物几乎不与一氧化碳反应的性质形成对比，水合氯化钌能与一氧化碳在温和的条件下反应。一氧化碳可将三价的氯化钌还原成黄色的二价钌物种。特别是在1atmCO气氛下的水合三氯化钌的乙醇溶液中取决于具体反应条件的不同，会反应产生[Ru2Cl4(CO)4]、 [Ru2Cl4(CO)4]2-或[RuCl3(CO)3]-
3 RuCl3·xH2O  +  4.5 Zn  +  12 CO (高压)  →  Ru3(CO)12  +  3 H2O  +  4.5 ZnCl2